# Мещёра (субэтническая группа)
Мещёра (также русская мещёра, мещера, мещеряки) — субэтническая группа русских, населявшая Мещёрский край (левобережье Оки, преимущественно бассейн реки Пры) на территории Рязанской и Тамбовской губерний. Отдельные «островки» мещёрского населения встречались в Пензенской и Саратовской губерниях.
Название субэтнической группы и её происхождение связано с финно-угорским племенем мещёра, населявшим Мещёрскую сторону (Рязанское Полесье) в прошлом. Формирование русской мещёры происходило в основном в результате ассимиляции славянским населением местных финно-угров, что отразилось в наличии у этой субэтнической группы многих черт, сходных с культурой соседних финно-угорских народов Поволжья.
Одной из отличительных черт мещеряков были говоры с неразличением звуков [ц] и [ч] — цоканьем.

## История
Первое упоминание о народе мещёра содержится в сочинении Иордана (VI век): перечисляя народы, платящие дань готскому королю Германариху. Он называет среди них племя «Imniscaris» (впервые этот этноним связал с мещёрой древнерусских памятников И. Ю. Миккола). В памятниках древнерусской письменности наиболее раннее упоминание этнонима мещёра отмечено в Палее толковой (XIII век; списки, начиная с XIV века).
По сведениям, содержащимся в Родословной книге, в 1298 году Мещёрский край был завоёван монголо-татарами: «в лѣто 6706 князь Ширинский Бахметъ, Усеиновъ сынъ, пришелъ из Большой Орды в Мещеру, и Мещеру воевалъ и заселъ ее». В летописях как языковая группа мещёра впервые упоминается в XV веке: «а по Оцѣпорѣцѣ, гдѣ потече въ Волгу во Влъгу, сѣдить Мурома языкъ свой, Мещера свой, Мордва свой языкъ».
Этническое своеобразие мещёры прослеживается по археологическим данным: согласно им, «летописная мещера — это особая группа волжских финнов, сближающаяся по целому ряду показателей с соседними муромой и мордвой, но, тем не менее, существенно отличающаяся от обоих древних народов». Как свидетельствуют данные летописей, мещёра занимала территорию в Мещёрской низменности между муромой, жившей в районе современного Мурома, и мордвой. Ещё в ранний древнерусский период мещёра была полностью ассимилирована заселившими этот край кривичами. С XV века название Мещёра (Мещёрская земля) употребляется в русских литературных памятниках только как название области.

## Классификация
Согласно классификации, в которой рассматривается территориальное размещение русских субэтносов, опубликованной в монографии Института этнологии и антропологии РАН «Русские», мещеряки отнесены к южнорусской этнографической группе, определяющими чертами которой являются распространение акающих говоров южнорусского наречия и ряд южнорусских особенностей в культуре.
По предложенной в работе «Субэтносы русских: проблемы выделения и классификации» В. С. Бузиным и С. Б. Егоровым классификации по фактору происхождения мещёра принадлежит к так называемым группам смешанного происхождения, образовавшимся в ходе колонизации славянами новых земель, при которой русские не изолировались от автохтонного населения, а вступали с ним в тесные контакты, включавшие также и межэтнические браки. Результатом таких контактов являлись взаимная передача многих черт культуры и смешение антропологических типов — происходило формирование (в процессе ассимиляции русскими местного населения или метисации с ним) особых групп с той или иной долей русского компонента при наличии русского самосознания. В Европейской части России к таким группам отнесены мещёра и сицкари (бо́льшая часть групп смешанного происхождения населяют различные районы Сибири). Таким образом, мещёрская субэтническая группа включена в число групп смешанного происхождения по главному фактору их образования — ассимиляция русскими финно-угорского племени мещера.

## Ареал

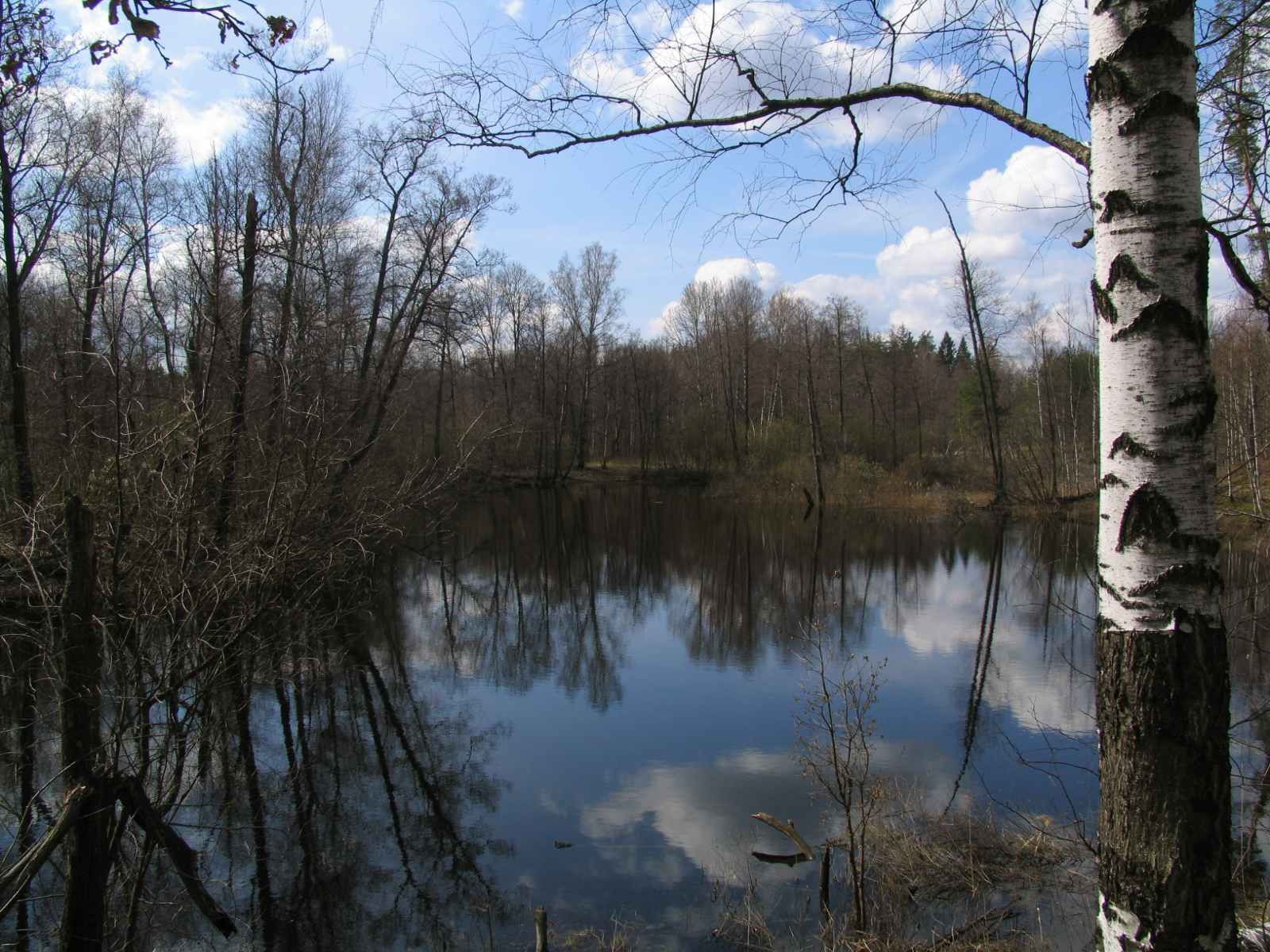
Мещёрская низменность
(Владимирская область)

Основной областью расселения мещеряков был Мещёрский край — лесная и болотистая местность на левобережье Оки в северных районах Рязанской и Тамбовской губерний. Часть русской мещёры переселялась в XVI—XVIII веках из Мещёрского Заочья на восток и юго-восток — «островки» расселения мещеряков находились в Пензенской (с XVI века) и Саратовской губерниях (с XVIII века).
Поселения мещёры размещались также в районах Владимирской губернии, пограничных с Рязанской. Кроме того группы мещёрского происхождения известны и южнее современной Саратовской области — на севере Волгоградской области.

## Этнонимы
По описаниям исследователей середины XX века жители Мещёрского края вспоминали о том, что раньше их называли «мещёрой», очень неохотно. Название «мещёра» воспринималось негативно, так как, используя его, соседи мещеряков на правобережье Оки пытались подчеркнуть «отсталость» северных уездов Рязанской губернии. По наблюдениям С. С. Высотского «в некоторых деревнях так называемого Мещерского края, например, в Елатомском районе Рязанской области, Курловском районе I Владимирской области, приходилось наблюдать, как местные жители крайне неохотно признаются, что им знакомо употребление этого слова, что мещорой их некогда называло население степной части Рязанской области, причём термин „мещера“, якобы, никогда не был названием определённой местности, а тем более самоназванием её населения». В отличие от жителей Мещёрской стороны переселенцы-мещеряки в Пензенской и Саратовской губерниях этноним «мещёра» сохраняли устойчивее.
Помимо собственно этнонима «мещёра» известны наименования, данные окружающим русским населением изолированным группам мещеряков. Так, например, жителей мещёрских поселений по реке Курше называли куршаками; мещеряков, населявших районы по реке Гусь, называли парахинцы, или жмеи (змеи) парахинские. Во Владимирской губернии мещеру называли литвой. Ряд групп мещёрского происхождения называли цуканами из-за особенности, характерной для их говоров — цоканья. К ним относились цуканы Аткарского уезда Саратовской губернии, мигрировавшие из Пензенской губернии, называвшиеся иначе рычи. Цу́канами и цекунами до настоящего времени называют жителей мещёрского происхождения в сёлах Перещепное Котовского района и Краишево Еланского района Волгоградской области.

## Этнографические особенности
У мещёры отмечались различные культурно-бытовые особенности, в частности в орнаменте, в расцветке костюма, в вышивке, в убранстве жилища, типах построек, сохранявшиеся до 20-х годов XX века.
Сложный состав субэтнической группы мещёры отражают некоторые особенности традиционного женского костюма (в 1926 году вышла первая часть фундаментального этнографического исследования по народному костюму  мещёры Б. А. Куфтина, содержащее богатый иллюстративный материал). Так, например, у мещёрских женщин встречались три типа рубах, генетически между собой не связанных. К первому типу относят распространённые также в Московской, Владимирской, на юге Тверской и частично Смоленской губерниях, рубахи, созданные под влиянием севернорусской одежды. Рубахи второго типа были похожи на одежду, широко распространённую среди восточнославянского населения. К третьему типу относят рубахи схожие с одеждой населения Калужского и Брянского Полесья. Наличие так называемой синей тяжёлой понёвы говорит о связях Мещёрского края с районом верхней Оки и Десны.
У других групп русского населения среднего течения Оки так же, как и у мещёры, отмечаются общие элементы в чертах культуры с соседними народами Поволжья.

## Материальная культура
Культура была близка к культуре эрзян, так например у мещеры были распространено набедренное украшение, такое как пулагай.

В связи с предположением о наличии у древних славян вертикального ткацкого стана, Н. И. Лебедева приводит сведения о ткачестве «пулагаев» «русской мещерой» с. Мелехова Рязанской обл. и с. Вяземка Земетчинского района Пензенской обл., которые представляют собой «затканную полоску с очень длинной красной шерстяной бахромой». При этом она подчеркивает, что территория «обитания мещеры совпадает с поселениями Городецкого типа, в которых бытовал вертикальный ткацкий стан».

Одним из локальных вариантов южновеликорусского типа одежды Г. С. Маслова считает костюм заокской части Рязанской и Тамбовской областей — «русской мещеры» — одной из древнейших групп южновеликоруссов. Здесь сохранились очень старые черты, восходящие, по мнению автора статьи, к вятической одежде (понева, тип головных уборов) и черты, которые сближают одежду русского населения с одеждой народов Поволжья (особенно мордовской) — тип лаптя, чёрные повилы, раковины-ужовки, пулагай-пояс с бахромой. 
Д. К. Зеленин отмечает такие особенности в одежде мещеры: 

у мещеры были распространены понёвы без прошивы, не сшитые спереди, рогатые кички и чёрные онучи. 
Чёрные повилы (они же онучи) также распространены у эрзи:

Происходили изменения и в способах ношения обуви. Если маленькие дети, особенно летом, ходили как правило босиком, то подростки начинали носить лапти, а по праздникам и кожаную обувь — сапоги или кожаные ботинки. Причём, девочки обязательно должны были одевать онучи, а у теньгушевской эрзи девочки с десяти лет носили чёрные повилы — сепракстат. Это был кусок шерстяной ткани шириной 10,0 см и длиной до 2,5 м. Повилы по краям отделывались красным шерстяным шнуром. Они туго наматывались прямо на голени. Такие же повилы были распространены и у некоторых групп мокши. У мокши и шокши по праздникам девочки носили также красные обмотки — якстеренъ каркст. Процесс их наматывания был очень долгим, поэтому обычно это делалось вечером и девушки спали обутыми. Если праздник длился несколько дней, то обмотки не снимали на всем его протяжении.

## Антропология
Гипотеза о генетическом родстве русской мещеры и татар-мишарей в 1950-е годы подверглась проверке учёными научно-исследовательского института антропологии МГУ. На основании антропологических материалов они высказались «против точки зрения, утверждающей единство происхождения мишарей и так называемой русской мещеры», и указали на возможность генетической связи русской мещеры с локальными «группами мордвы-эрзя».
Академик Т. И. Алексеева пишет:
Русские с территории обитания муромы также очень сходны с мещерой. У них относительно светлая пигментация, ослабленное развитие бороды, очень узкое лицо, преимущественно прямой нос и т. д. Этот факт может быть истолкован как подтверждение связи мещеры и муромы, а при учёте того, что в населении, окружающем эти группы, проявляются иные антропологические типы — валдайский и восточновеликорусский, — как подтверждение генетического родства этих реликтовых восточнофинских приокских групп.
<…>
Локализация такого своеобразного морфологического комплекса на относительно изолированной территории позволяет поставить вопрос о выделении нового антропологического типа в систематике Восточной Европы. На основании сходства с ильменским его можно отнести к восточноевропейской контактной группе типов североевропеоидной или балтийской малой расы (по Чебоксарову). Последовательно проводя географический принцип в обозначении расовых типов, следует назвать его среднеокским.
<…>
Сравнение черепов мещеры, мери и муромы с восточнославянскими, с одной стороны, и с финно-угорскими — с другой, говорит о значительно большем сходстве их с первыми. В этом смысле мы можем говорить о генетических связях восточнославянских и восточнофинских народностей на территории Волго-Окского бассейна, возникших задолго до их этнического оформления.

## Диалектные особенности
Для мещёры были характерны обособленные мещёрские рязанские говоры, разделявшие основные диалектные черты Рязанской группы говоров южнорусского наречия — на юге Мещёрского края, и мещёрские среднерусские говоры, входящие в состав восточных среднерусских говоров — на севере Мещёрского края. Несмотря на то, что северные и южные мещёрские говоры не образуют в настоящее время языкового единства и входят в разные диалектные группы, их объединяет некоторое число общих для них черт, наиболее яркой из которых является твёрдое цоканье — неразличение звуков [ц] и [ч], появившееся у русских, вероятнее всего, под влиянием финно-угорской мещеры: [цы]тать (читать), [цы]сто (чисто), [ц]асто (часто), [ц]удо (чудо), кала[ц] (калач), [ц]ена, ули[ц]а, оте[ц] и т. п.